# Svatopetrský haléř
Svatopetrský haléř nebo také Petrův haléř je označení pro finanční dary, věnované katolické církvi a Vatikánu.
Koncem 8. století začali obyvatelé Anglie posílat papeži každoroční příspěvek a tento zvyk se postupně rozšířil do celé Evropy.
Tradici formálně stvrdil Pius IX. v roce 1871 encyklikou Saepe Venerabilis.
Petrův haléř se ve farnostech po celém světě vybírá v neděli kolem svátku Stolce sv. Petra (22. února). O využití vybrané částky rozhoduje Svatý otec.